# Abdij van Santa Maria di Roccamadore
De Abdij van Santa Maria di Roccamadore was een cisterciënzerabdij in Messina, op het Italiaanse eiland Sicilië. Ze bestond van het einde van de 12e eeuw tot de aardbeving van 1908.

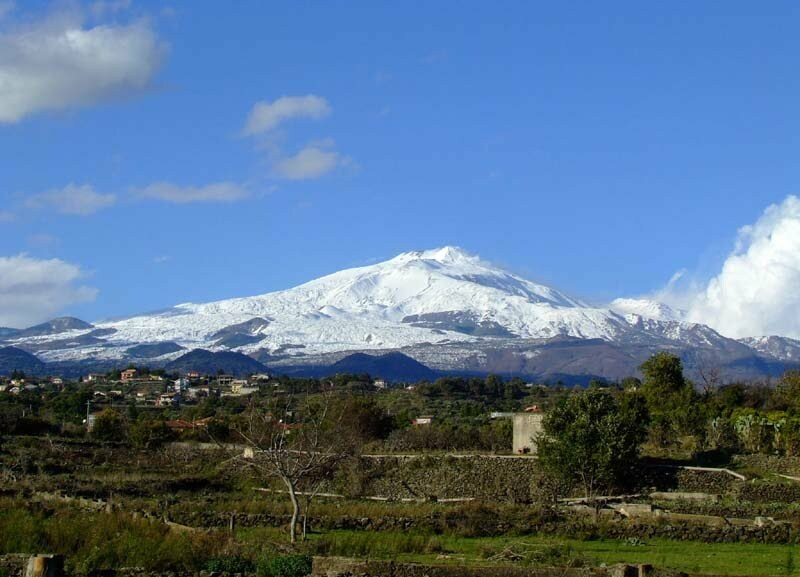
Tremestieri nabij Messina-centrum, Sicilië. Achteraan de Etna.

De abdij stond in Tremestieri, een wijk van de stad Messina. Er zijn enkel nog stukken muur te zien.
De abdij is genoemd naar Rocamadour in Frankrijk.

## Historiek

Blazoen van de grafelijke familie van Lucy

### Oorsprong
De abdij werd gesticht ten tijde van het Normandische bestuur in grote delen van Sicilië. Bartolomeus van Lucy was een Normandische edelman die op Sicilië beleend was met de graafschappen Paternò en Butera. De graaf drukte de wens uit dat cisterciënzers voor zijn zielenheil baden. Hij schonk uitgestrekte gronden, net zoals zijn echtgenote Desiderata dat deed. De toestemming voor het bouwen van de abdij werd hem gegeven door Richard Palmer, de Engelstalige aartsbisschop van Palermo (1194).
Graaf Bartolomeus noemde de abdij naar Rocamadour, dat in de middeleeuwen een pelgrimsstad was in het hertogdom Aquitanië. 
De plek van de abdij lag ten zuiden van Messina, dat toen landelijk gebied was. De plaats heet Tremestieri, in het Latijn Trimonasterium, in het Grieks Trimonasterion. De naam betekent de Drie Kloosters. Naast de abdij Santa Maria di Roccamadore waren er immers het heiligdom Santa Maria della Misericordia en het benedictijnenconvent San Placido Calonerò. 
De cisterciënzers startten er met akkerbouw. Zij hingen af van het convent in Novara di Sicilia, dat op zijn beurt afhing van de abdij van Clairvaux. De eerst abt heette Bernardus (tot 1221).

### Abdijleven
Keizer Frederik II, die koning van Sicilië was, bevestigde de eigendomsakten der Normandiërs en voegde nieuwe domeinen toe, met onder meer een schuur, een molen en een berg (1224). Zijn opvolger in Sicilië, Manfred van Sicilië, maande de monniken aan hun bouwvallig klooster te renoveren.
In de 14e eeuw werd de financiële toestand rampzalig. Abt Pietro de Perrecca moest een zware lening aangaan (1376). Abt Antonio werd geëxcommuniceerd wegens de schuldenberg van de abdij (1390).
Vanaf het jaar 1488 waren de abten benoemd In commendam. Ze werden door de vorst aangesteld en waren in titel abt van Santa Maria di Roccamodore; ze ontvingen wel inkomsten van de landbouwopbrengsten. Door de aardbeving van 1693 veranderde de abdij in een ruïne.
In 1712 werd ze heropgebouwd. De werken gebeurden onder leiding van abt Agostino Gemelli. Een visitatie in het jaar 1743 bracht aan het licht dat het grootste deel van het vastgoed gebleven was zoals keizer Frederik II het vastgelegd had. Een aardbeving in 1783 bracht opnieuw zware schade toe aan de abdijgebouwen. De monniken trokken tijdelijk in in het college San Nicolò dei Gentiluomini; dit college hadden de jezuïeten achtergelaten in Messina. Het klooster werd heropgebouwd in villastijl.
De abdij Santa Maria di Roccamadore was de enige cisterciënzerabij die het tijdperk van de Napoleontische veldtochten in Italië overleefde. In 1861, na de val van het koninkrijk der Beide Siciliën, schafte het jonge koninkrijk Italië de abdij af, in het kader van het landelijk opheffen van de orde der cisterciënzers. Er bleven wel nog enkele monniken wonen in het gesloten klooster. Doch tegen het einde van de 19e eeuw was de site verlaten.
Ten gevolge van de aardbeving van 1908 bleef er eigenlijk niets meer van overeind.